# شقایق مکزیکی

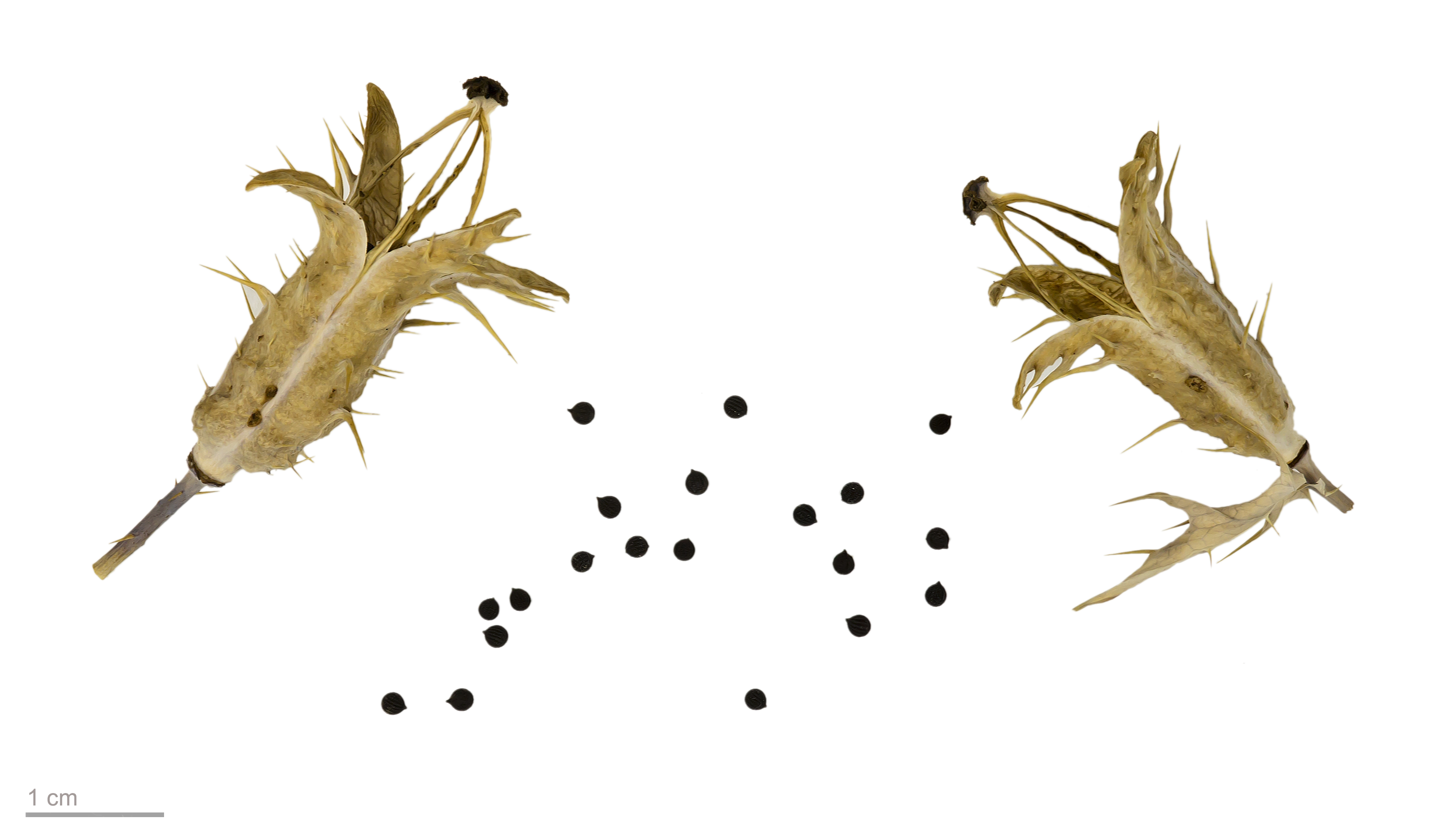
Argemone mexicana

شقایق مکزیکی (نام علمی: Argemone mexicana) نام یک گونه از زیرخانواده پاپاوروئیده است.